# Channa diplogramma
Channa diplogramma es una especie de pez del género Channa, familia Channidae. Fue descrita científicamente por Day en 1865.
Se distribuye por Asia: Cochín, costa de Malabar, India. Especie bentopelágica que habita en aguas dulces. Está clasificada como una especie marina inofensiva para el ser humano.